# RD-170
RD-170 Raketni motor (РД-170, Ракетный Двигатель-170, Raketni motor-170) je najmočnejši raketni motor na tekoče gorivo. Razvili so ga v Sovjetski zvezi v biroju NPO Energomaš za uporabo na raketi Energija. Energija je bila platforma za izstreljevanje vesoljskega konjička Buran, lahko pa je delovala tudi neodvisno kot nosilna raketa s kapaciteto 100 ton v nizkozemeljsko orbito. 
Gorivo je RP-1 (Rocket propelant-1), kar je v bistvu visokokvalitetni kerozin, oksidant pa je tekoči kisik (LOX-Liquid OXygen). Motor ima štiri zgorevalne komore. Ruski inženirji niso uspeli povsem dodelati stabilizacije zgorevanja zato so izbrali štiri komore, npr. Američani so pri N-1 motorju (raketa Saturn V), imeli samo eno zgorevalno komoro. Gorivo in oksidant dovaja pod visokim tlakom turbočrpalka, ki ima moč 170 MW (približno četrtino Jedrske elektrarne Krško) 
Motorja RD-170 ni več v proizvodnji, so pa še vedno v proizvodnji njegove različice:
- RD-171 se uporablja na raketi Zenit
- RD-180 ima samo dve zgorevalni komori, uporablja se na ameriški raketi Atlas V, ki je zamenjal prejšnje tri motorje in zelo povečal zmogljivosti rakete. Ta motor bi uporabljala nova ruska raketa Rus-M, ki je bila pozneje preklicana
- RD-191 se bo uporabljala na novi raketi Angara
- RD-151 je RD-191 z zmanjšanim potiska od 196 na 170 ton. Uporabljal se bo na južnokorejski Naro-1
- RD-180V, RD-175 and RD-193. NPO Energomaš bo izdeloval nove RD-170 motorje in sicer RD-180M za Atlas V raketo s človeško posadko, RD-180V za Rus-M,RD-193 za Sojuz rakete in RD-175 z 9800 kN potiska za raketo Energija-K.

## Tehnične specifikacije
- Tip: raketa na tekoče gorivo
- Izvedba: 4 zgorevalne komore in štirje potisne šobe
- Turbočrpalka:257.000 hp (192 MW)
- Gorivo: RP-1 (kerozin)
- Oksidannt: tekoči kisik (LOX)
- Potisk (vakuum):1 773 000 lbf (7887 kN)
- Specifični impulz (vakuum): 337 s (3,30 km/s)
- Specifični impulz (nivo morja): 309 s (3,03 km/s)
- Masa motorja: 9750 kg (21500 lb)
- Razmerje potisk/masa: 82